# Scotland Tri-Nation Series 2024
Die Scotland Tri-Nation Series 2024 war ein Cricket-Turnier im ODI-Format das in Schottland ausgetragen wurde und Bestandteil der ICC Cricket World Cup League 2 2024–2026 war. An dem Turnier traten neben dem Gastgeber aus Schottland die Nationalmannschaften aus Namibia und Oman gegeneinander an. Ursprünglich sollte das Turnier zwischen dem 2. und 12. Mai ausgetragen werden, musste jedoch auf Grund starker Regenfälle auf den 16. bis zum 26. Juli verschoben werden. Eine weitere geplante Twenty20-Serie zwischen Schottland und Oman wurde abgesagt.

## Vorgeschichte
Für alle Mannschaften war es die erste Tour der Saison.

## Stadion
Als Austragungsort wurde das folgende Stadion ausgewählt.
| Stadion  | Stadt  | Kapazität | Spiele |
| -------- | ------ | --------- | ------ |
| Forthill | Dundee | 05.000    |        |

## Format
In einer Gruppe spielt jede Mannschaft gegen jede andere zwei Mal. Für einen Sieg gibt es zwei, für ein Unentschieden oder No Result einen Punkt.

## Kaderlisten
Die Kader wurden kurz vor dem Turnier bekanntgegeben. 
| ODI | ODI | ODI |
| Schottland | Namibia | Oman |
| --- | --- | --- |
| - Richie Berrington (K) - Matthew Cross (wk) - Brad Currie - Charlie Cassell - Jasper Davidson - Michael English - Chris Greaves - Jack Jarvis - Michael Leask - Gavin Main - Brandon McMullen - George Munsey - Safyaan Sharif - Chris Sole - Charlie Tear (wk) - Mark Watt | - Gerhard Erasmus (K) - Jan Balt - Jack Brassell - Peter-Daniel Blignaut - Jan Frylinck - Zane Green (wk) - JP Kotze - Malan Kruger - Dylan Leicher - Lohan Louwrens (wk) - Michael van Lingen - Tangeni Lungamene - Ben Shikongo - Bernard Scholtz - JJ Smit - Ruben Trumpelmann | - Aqib Ilyas (K) - Pratik Athavale (wk) - Fayyaz Butt - Khalid Kail - Kaleemullah - Ayaan Khan - Bilal Khan - Mehran Khan - Shoaib Khan - Zeeshan Maqsood - Jay Odedra - Kashyap Prajapati - Rafiullah - Samay Shrivastava - Karan Sonavale |

## Spiele
Tabelle
| Teams      | Sp. | S | N | NR | P | NRR    |
| ---------- | --- | - | - | -- | - | ------ |
| Schottland | 4   | 3 | 0 | 1  | 7 | +2.693 |
| Oman       | 4   | 1 | 2 | 1  | 3 | −1.066 |
| Namibia    | 4   | 1 | 3 | 0  | 2 | −0.927 |

Spiele
| 16. Juli Scorecard | Dundee | Oman 123 (38) | – | Schottland 99-2 (12.2) |
|                    |        | No Result     |   |                        |

Schottland gewann den Münzwurf und entschieden sich als Feldmannschaft zu beginnen. Spiel wurde auf Grund von Regenfällen abgebrochen.
| 18. Juli Scorecard | Dundee | Oman 233-8 (50)               | – | Namibia 234-4 (47.5) |
|                    |        | Namibia gewinnt mit 6 Wickets |   |                      |

Namibia gewann den Münzwurf und entschied sich als Feldmannschaft zu beginnen. Als Spieler des Spiels wurde Jan Frylinck ausgezeichnet. 
| 20. Juli Scorecard | Dundee | Schottland 290-9 (50)                       | – | Namibia 235-9 (44) |
|                    |        | Schottland gewinnt mit 47 Runs (D/L method) |   |                    |

Namibia gewann den Münzwurf und entschied sich als Feldmannschaft zu beginnen. Spiel wurde auf Grund von Regenfällen frühzeitig beendet.
| 22. Juli Scorecard | Dundee | Oman 91 (21.4)                   | – | Schottland 95-2 (17.2) |
|                    |        | Schottland gewinnt mit 8 Wickets |   |                        |

Schottland gewann den Münzwurf und entschied sich als Feldmannschaft zu beginnen. Als Spieler des Spiels wurde Charlie Cassell ausgezeichnet. 
| 24. Juli Scorecard | Dundee | Namibia 196-9 (50)         | – | Oman 197-6 (49.1) |
|                    |        | Oman gewinnt mit 4 Wickets |   |                   |

Oman gewann den Münzwurf und entschied sich als Feldmannschaft zu beginnen. Als Spieler des Spiels wurde Aqib Ilyas ausgezeichnet. 
| 26. Juli Scorecard | Dundee | Schottland 301-6 (50)           | – | Namibia 163 (40.1) |
|                    |        | Schottland gewinnt mit 138 Runs |   |                    |

Namibia gewann den Münzwurf und entschied sich als Feldmannschaft zu beginnen. Als Spieler des Spiels wurde Michael English ausgezeichnet. 